# 中国驻塔吉克斯坦大使馆
中华人民共和国驻塔吉克斯坦共和国大使馆，简称中国驻塔吉克斯坦大使馆，是中华人民共和国驻塔吉克斯坦的外交代表机构，位于杜尚别市鲁达基大街143号（г. Душанбе, пр. Рудаки, 143）。

## 机构设置
中国驻塔吉克斯坦大使馆设置下列机构：
- 政治处
- 武官处
- 领侨处
- 经济商务处
- 安全处
- 警务联络处
- 办公室